# Nátyi Róbert
Nátyi Róbert (Szeged, 1971. augusztus 18. –) magyar művészettörténész, egyetemi oktató, kurátor.

## Életpályája
Középiskoláit a szegedi Tömörkény István Gimnázium és Művészeti Szakközépiskolában folytatta (1985–1989). A Szegedi Hittudományi Főiskolán (ma: Gál Ferenc Hittudományi Egyetem) tanult teológiát, a József Attila Tudomány Egyetemen újságíró szakvizsgát tett (1992). Művészettörténész diplomáját az Eötvös Loránd Tudományegyetemen szerezte (1997), majd ugyanott történelemből is diplomázott (1998). Művészettörténet doktori fokozatát 2014-ben az ELTE-n szerezte meg. 2001-től 2018-ig a Szegedi Tudományegyetem Juhász Gyula Pedagógusképző Kar Rajz-Művészettörténet Tanszékének oktatója, 2002–2012 között az SZTE Bölcsészettudományi Kar Történelem Segédtudományi Tanszékének megbízott előadója volt. 2018-tól az SZTE Zeneművészeti Kar Zeneelmélet Tanszékének főiskolai docense, 2019-től a kar, mai nevén a Bartók Béla Művészeti Kar dékánja, 2021-től egyetemi docens. 2015-től az SZTE BTK Filozófia Tanszékén a kurátori képzés oktatója. A Magyar Felsőoktatási Akkreditációs Bizottság Művészeti Szakbizottságának és a Magyar Rektori Konferencia Művészeti Bizottságának tagja.
2007-től a szegedi REÖK (Regionális Összművészeti Központ) művészeti vezetője, vezetőkurátora. 
2013-tól a szegedi Móra Ferenc Múzeum, 2018-tól a szentesi Koszta József Múzeum művészettörténésze, kurátora. Folyóiratok művészeti szerkesztője: Tiszatáj-online (2012-től), Veritatis Imago (2017-től), Szeged kulturális folyóirat (2017-től). 
Mintegy száznyolcvan kiállítás szervezője, rendezője. Legjelentősebbek: Rembrandt, Alfons Mucha, Andy Warhol, Joan Miró grafikai kiállításai, Picasso és a nemzetközi avantgárd.

## Kutatási területe
Művészettörténet, művészettörténet tudománytörténete, ikonográfia, ikonológia, képtudomány, kortárs és modern művészet és művészetelmélet, a kurátori tevékenység elmélete és gyakorlata, művészethamisítás kérdései, 19. századi magyar műgyűjtés történet, 19–20. századi magyar festészet, 20. századi magyar grafika története, szecessziós építészet, Szeged képzőművészete.

## Magánélete
Nős, felesége Kenessey Anna Edit szurdopedagógus. Két gyermeke van, Zsombor (2005), Dóra (2008).

## Művei
- Csáki Róbert. Magyar Nemzeti Galéria, Budapest, 2008. 159. p. ISBN 978 963 7432 97 2
- Csáki Róbert 2009. Magyar Nemzeti Galéria, Budapest, 2009. 63. p ISBN 978 963 88568 1 4
- Fischer Ernő 1914–2002. 83 p. Budapest: Fischer E. Alapítvány, 2012. ISBN 978-963-06-9228-1
- Tóth Kovács József. (Bevezető tanulmány). ArtSalon-Társalgó, Budapest, 80. p. ISBN 978-963-88568-7-6
- A Csongrád Megyei Önkormányzat képzőművészeti gyűjteménye: Rejtett kincsek. 258 p. Szeged: Csongrád Megyei Önkormányzat, 2016. pp. 11–92. ISBN 978 963 7193 46 0
- Idősíkok, térmetszetek. In: Fürjesi Csaba Időpárlat – Distilled Time. Pauker Collection 33. Budapest, 2017. 5–7. ISBN 978-615-5456-30-5
- Szegedi szecesszió madártávlatból. Szegedi Szabadtéri Játékok, Szeged, 2017. ISBN 978-615-80923-0-2
- Endre Béla (1870–1928). Tornyai János Múzeum, Hódmezővásárhely, 2018. 288.p. ISBN 978-963-7379-58-1
- Hérics Nándor. Hungart, 2019. ISBN 978-615-81065-3-5
- Részletes publikációs listája Archiválva 2020. október 28-i dátummal a Wayback Machine-ben

## Díjak, elismerések
- Szilárdfy-díj – ELTE BTK Művészettörténeti Intézet (1999)
- A Magyar Művészeti Akadémia Művészeti Ösztöndíja (2019–2022)
- A Magyar Érdemrend lovagkeresztje (2020)[3]
- A Magyar Művészeti Akadémia Művészeti Írói Díja (2021)[4][5]